# Casola in Lunigiana
Casola in Lunigiana (Kàsola nel dialetto della Lunigiana) è un comune italiano di 910 abitanti della provincia di Massa-Carrara in Toscana.
Appartenne per molto tempo ai Malaspina di Fosdinovo.

## Geografia fisica
- Classificazione sismica: zona 2 (sismicità medio-alta), Ordinanza PCM 3274 del 20/03/2003
- Classificazione climatica: zona E, 2287 GR/G
- Diffusività atmosferica: bassa, Ibimet CNR 2002

## Storia
Fino al tempo della signoria di Paolo Guinigi il territorio di Casola fu una vicaria della Repubblica di Lucca, con il nome di Casoli d'oltregiogo (a significare come Casola fosse a occidente dello spartiacque che divide la valle del Serchio da quella del Magra). Dopo la guerra che i lucchesi e genovesi combatterono contro i fiorentini al momento della caduta del Guinigi (si veda battaglia del Serchio, Casola venne annessa da questi ultimi diventando parte integrante del Vicariato granducale di Fivizzano. 
Il 5 agosto 1811, in virtù di decreto imperiale, la Lunigiana ex feudale andò a far parte dell'impero francese, Dipartimento degli Appennini e, con decreto prefettizio del 3 marzo 1812 fu in parte aggregata alla sottoprefettura di Sarzana. In questa occasione il Vicariato di Fivizzano fu diviso in quattro comuni: Fivizzano, Comano, Casola, Gragnola. Per decreto i quattro comuni divennero operativi a partire dal 20 marzo 1812. Le parrocchie che componevano il comune di Casola erano: Argigliano, Casciana, Casola, Codiponte, Luscignano, Offiano, Regnano, Reusa, Ugliancaldo. 
Il 28 marzo 1814 le forze antifrancesi entrarono in Casola e terminò così la vita del comune autonomo di Casola. Venne ricostituito il distretto di Fivizzano il cui governo provvisorio decretò il 13 aprile 1814 la cessazione dell'autorità delle Mairie di Casola, Gragnola e Comano. Dopo la Restaurazione, con rescritto del 27 giugno 1814, Ferdinando III (granduca di Toscana) riunì alla comunità di Fivizzano i comuni di Casola, Comano e la parte Toscana di Gragnola. 
Casola riconquistò la propria autonomia poco dopo, il 14 dicembre 1816, grazie alla tenacia dell'ex Maire (sindaco) Ambrosio Ambrosi.
Facevano parte del comune le frazioni di Casola, Argigliano, Casciana, Castiglioncello, Codiponte, Luscignano, Regnano e Ugliancaldo. Castiglioncello era diviso tra le parrocchie di Offiano e Reusa. La nuova comunità di Casola si installò al governo del Comune il 21 febbraio 1817. Cominciarono così le recriminazioni verso il Comune di Fivizzano che nel periodo dell'occupazione delle frazioni di Casola aveva provveduto a vendere beni immobili ad esse appartenenti. La diatriba si chiuse con un provvedimento del Granduca di Toscana che stabilì che il Comune di Fivizzano era debitore verso quello di Casola di lire 10 776,60. La liquidazione del debito avvenne solo nel 1902. 

Nel 1847 Casola fu inclusa nel territorio del ducato di Modena e Reggio in virtù del trattato di Firenze del 28 novembre 1844. 
Il 28 luglio 1859, a seguito della guerra tra il Piemonte e l'Austria, Luigi Farini fu proclamato Dittatore del Ducato di Modena comprendente i ducati di Massa e Carrara e le provincie di Lunigiana e Garfagnana. Vittorio Emanuele, con decreto del 4 dicembre 1859, decreto le circoscrizioni dei vari Comuni. Definì così anche la composizione del Comune di Casola comprendente Casola, Argigliano, Reusa, Casciana, Luscignano, Ugliancaldo, Codiponte, Offiano e Regnano.
Nel 1863 assunse la denominazione attuale, col determinante "in Lunigiana" per distinguerlo da altri comuni omonimi. 
Tra l'autunno 1944 e la primavera 1945 Casola in Lunigiana si ritrovò nell'immediata retrovia della linea Gotica. Il controllo del suo territorio, pullulante di formazioni partigiane, divenne di cruciale importanza per le truppe nazi-fasciste impegnate a combattere gli Alleati nella vicina Garfagnana. Il 23 novembre 1944, presso la frazione di Regnano, durante un rastrellamento operato dagli uomini della Wehrmacht, vennero fucilati 15 civili.

### Simboli
Lo stemma con la branca di animale che afferra il crescente dell’antica Luni deriva da quello di Fivizzano poiché Casola fu unito a quella comunità dal XV al XIX secolo, come parte del territorio del Ducato di Modena, dopo esser stati entrambi possedimenti fiorentini.
Il gonfalone è un drappo di azzurro.

## Monumenti e luoghi d'interesse

### Architetture religiose
- Chiesa di San Bartolomeo di Reusa
- Chiesa di San Martino a Luscignano
- Chiesa di Santa Felicita a Casola
- Chiesa di Santa Margherita a Regnano
- Chiesa di Santa Maria Assunta ad Argigliano
- Chiesa di Santa Maria Assunta e San Rocco a Casciana Petrosa
- Chiesa di Sant'Andrea a Ugliancaldo
- Pieve dei Santi Cornelio e Cipriano a Codiponte
- Pieve di San Pietro di Offiano

### Architetture militari
- Castello di Codiponte
- Castello di Regnano

## Società

### Evoluzione demografica
Abitanti censiti

## Cultura

### Musei
- Museo del Territorio dell'alta valle Aulella

## Amministrazione
Di seguito è presentata una tabella relativa alle amministrazioni che si sono succedute in questo comune.
| Periodo        | Periodo        | Primo cittadino      | Partito                    | Carica  | Note   |
| -------------- | -------------- | -------------------- | -------------------------- | ------- | ------ |
| 21 giugno 1985 | 8 giugno 1990  | Giampiero Berti      | Democrazia Cristiana       | Sindaco | [ 12 ] |
| 8 giugno 1990  | 28 maggio 1994 | Giampiero Berti      | Democrazia Cristiana       | Sindaco | [ 12 ] |
| 16 luglio 1994 | 24 aprile 1995 | Andrea Pietrini      | Partito Popolare Italiano  | Sindaco | [ 12 ] |
| 24 aprile 1995 | 14 giugno 1999 | Giovanni Bartoli     | centro-sinistra            | Sindaco | [ 12 ] |
| 14 giugno 1999 | 14 giugno 2004 | Pier Giorgio Belloni | lista civica               | Sindaco | [ 12 ] |
| 15 giugno 2004 | 8 giugno 2009  | Pier Giorgio Belloni | -                          | Sindaco | [ 12 ] |
| 8 giugno 2009  | 26 maggio 2014 | Riccardo Ballerini   | lista civica               | Sindaco | [ 12 ] |
| 13 giugno 2014 | 27 maggio 2019 | Riccardo Ballerini   | lista civica Albachiara    | Sindaco | [ 12 ] |
| 27 maggio 2019 | 10 giugno 2024 | Riccardo Ballerini   | lista civica Albachiara    | Sindaco | [ 12 ] |
| 10 giugno 2024 | in carica      | Mattia Leonardi      | lista civica Casola Futura | Sindaco | [ 12 ] |

## Galleria d'immagini

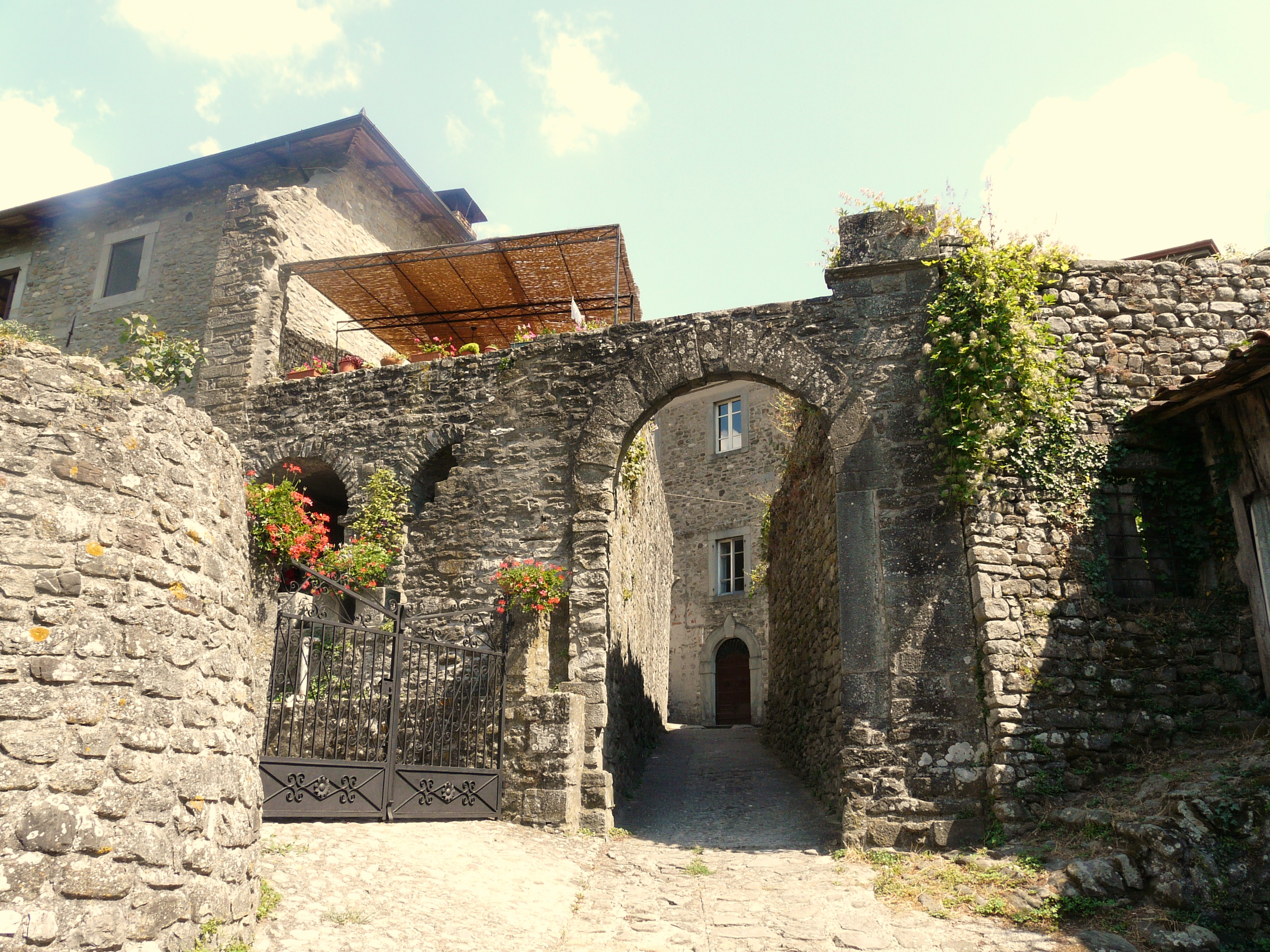
La porta del borgo storico
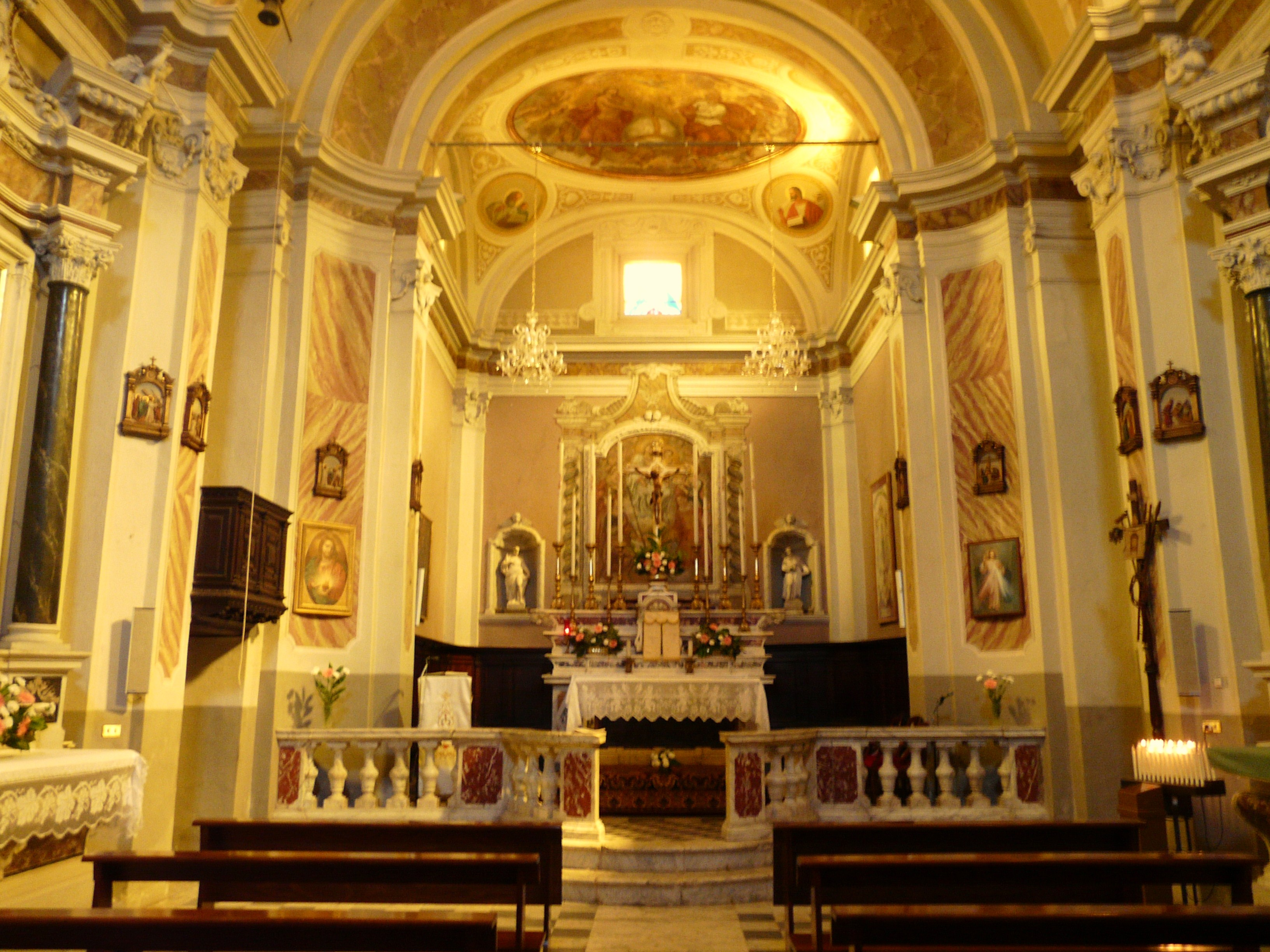
Interno della chiesa di Santa Felicita
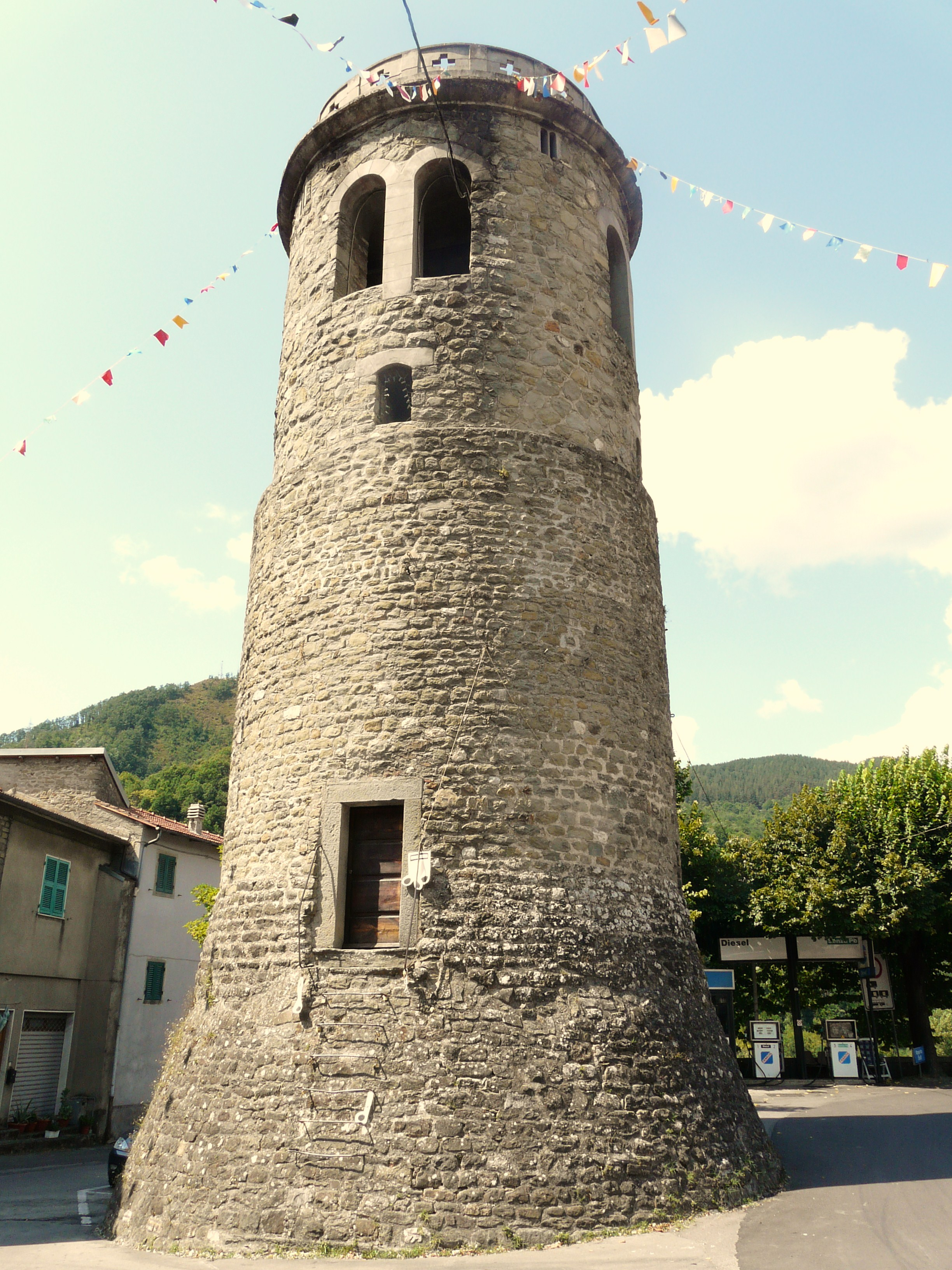
La torre
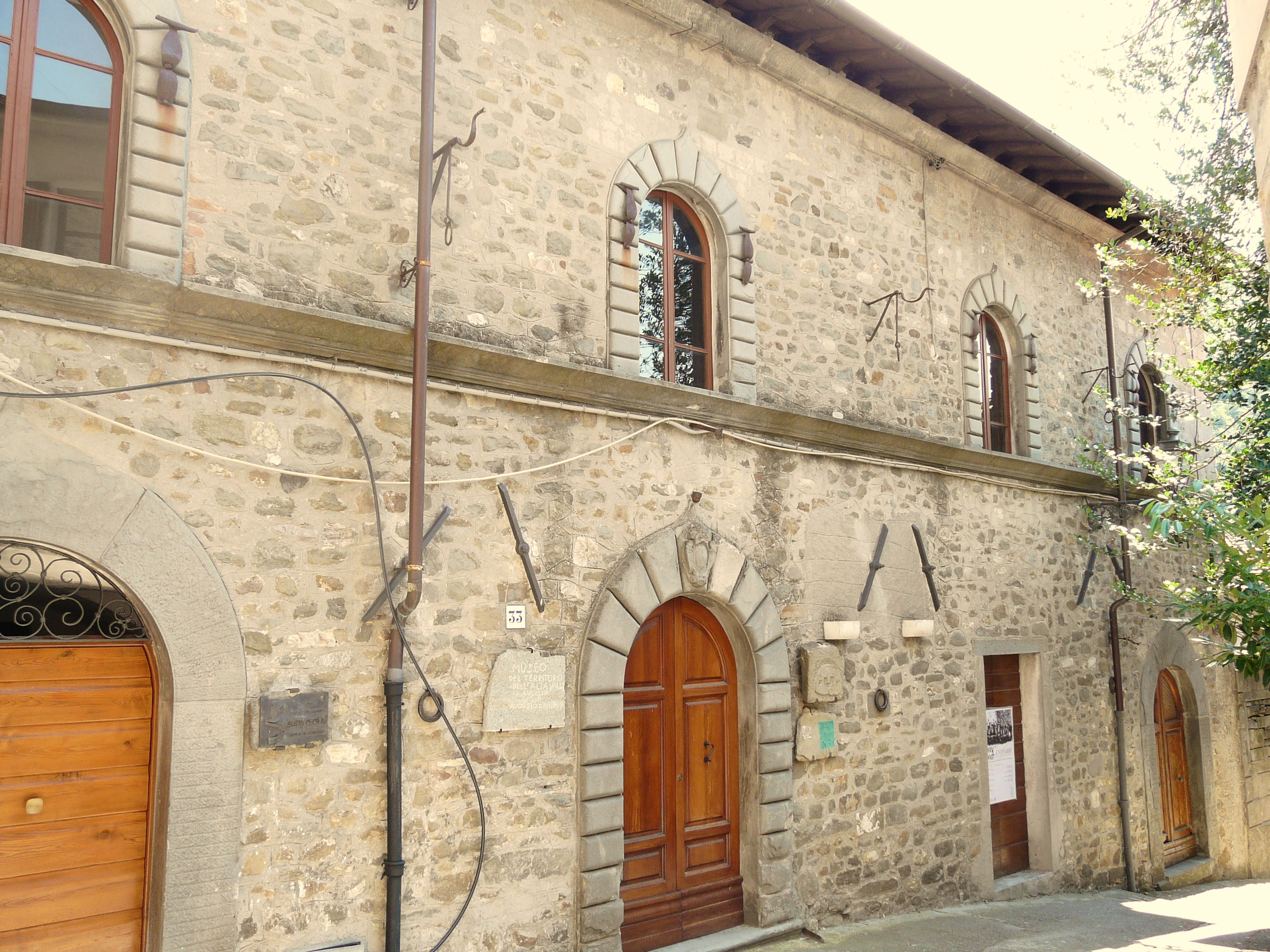
Il museo del territorio dell'alta valle Aulella